# 정문섭
정문섭(1960년 4월 4일~)은 대한민국의 전 야구선수다. 청원고등학교 졸업 후 롯데 자이언츠에서 백업 멤버로 뛰었으며 1984년 허리 부상으로 퇴단했다. 1985년 삼미 슈퍼스타즈에 입단하여 현역 복귀에 성공했지만 이후 1군에 거의 오르지 못하다가 은퇴했다. 한국프로야구 사상 최초의 신인드래프트 마지막 지명자다.

## 기록
- 1982년: 57경기 117타수 23안타 4홈런 타율 0.197
- 1983년: 13경기 13타수 1안타 타율 0.077
- 1985년: 5경기 6타수 1안타 타율 0.167